# 岩城隆徳

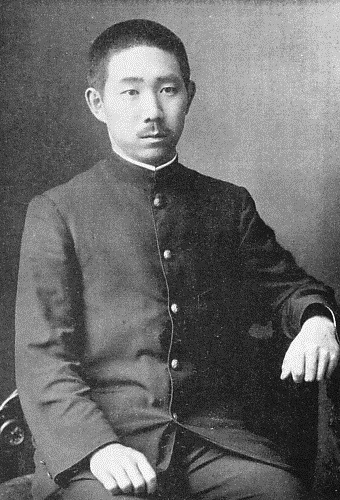
岩城隆徳

岩城 隆徳（いわき たかのり、1890年（明治23年）6月8日 - 1979年（昭和54年）9月21日）は、大正から昭和期の政治家、実業家、華族。貴族院子爵議員。旧姓・青山、旧名・幸徳。

## 経歴
子爵・青山幸宜の五男として生まれ、子爵・岩城隆邦の養子となる。養父の死去に伴い、1911年（明治44年）4月21日、子爵を襲爵し、同月、隆徳と改名した。
学習院を経て、1914年、東京帝国大学理科大学植物学科を卒業。さらに同大学院で学び、同大経済学部を修了した。
1916年（大正5年）帝室林野局技手に就任。以後、内務省社会局嘱託、日東印刷取締役、興亜産業取締役などを務めた。
1925年（大正14年）7月10日、貴族院子爵議員に選出され、研究会に属して活動し、1939年（昭和14年）7月9日まで2期在任した。この間、犬養内閣・外務政務次官、対支文化事業調査会委員となる。

## 親族
- 養母・叔母 岩城鈎子（こうこ、実父妹、青山幸哉六女）[1]
- 妻 岩城フミ（相川文五郎長女）[1]
- 長男 岩城隆宜[1]